# Maxhütte-Haidhof (stacja kolejowa)
Maxhütte-Haidhof (niem: Bahnhof Maxhütte-Haidhof) – stacja kolejowa w Maxhütte-Haidhof, w kraju związkowym Bawaria, w Niemczech. Znajduje się na linii Regensburg – Oberkotzau. Według DB Station&Service ma kategorię 6. 

## Linie kolejowe
- Linia Regensburg – Oberkotzau
- Linia Haidhof – Burglengenfeld